# Imitation Lover
『Imitation Lover』（イミテーション・ラバー）は、lightが2006年1月27日に発売したアダルトゲーム。

## ストーリー
学園でも目立たない少年・来栖樹。彼にとって、クラスメイトである一之瀬響の存在はあまりに遠いものだった。彼女は「5千円で売春をしている」といった悪評が絶えず、学園内でもマイナスの意味で有名人。しかし、ある日の放課後、響は樹にこんな申し出をしてきたのだった。
「カンニングさせてくれたら、あたしの処女あげるから」
その言葉に耳を疑わずにはいられなかった樹だが、ついに流されるまま彼女のカンニングを手伝ってしまう。しかし樹は知った。彼女の言葉が本当であったことを。それから、2人は恋愛感情もないまま、身体を重ねるという奇妙な関係を続けるのだった……。

## 登場人物
来栖樹（くるす いつき）声：笠原准
本作の主人公である高校2年生。成績優秀だが、学園では目立たないタイプで、クラスメイトから名前すら覚えられていない存在。加えて、自分に自信もなく、自己評価も低い。
桐沢伊織に憧れてはいるものの、「高嶺の花」だと自己完結しており、特に彼女にアピールしようとも思っていない。
城戸尚也とは友人の関係にあるが、周囲からは彼の付属物と思われている。しかしながら、樹本人はそう思われる事に不快感を覚えている訳でもなく、むしろ何事にも波風立てず、干渉されず、空気のように扱われる事を望んでいる。
一之瀬響（いちのせ きょう）声：青山ゆかり
樹のクラスメイト。人目を惹く魅力的な容姿を持つが、それ故に同性からは妬まれ、異性からは御しかねる存在だと敬遠されている。更には、「五千円で身体を売っている」など悪い噂も絶えず、周囲からは腫れ物扱いされている。
しかし、響自身はいたって明るい性格で、話してみるとノリが良く、愛嬌もある少女である。
園村円香（そのむら まどか）声：成瀬未亜
控え目で引っ込み思案な1年生。文科系で、性格も大人しい。男性恐怖症気味だが、とある事情から樹に好意を寄せている。しかしながら、柱の陰から見守るタイプで、積極的に出られないでいる。
響の数少ない友人で、彼女に憧れる一方、伊織の事は苦手に思っている。また、尚也に靡かない僅かな女子の一人でもある。
桐沢伊織（きりさわ いおり）声：安玖深音
才色兼備で学園のマドンナ的存在な3年生。丁寧且つ柔和な物腰から、同性異性を問わず誰からも好かれており、樹も彼女に憧れを抱いている者の一人。
響とは逆の意味で有名人。
尚也に対し、言葉に出来ない想いを抱えている。
城戸尚也（きど なおや）声：壬生中将
2年生。樹の友人で、彼のアパートの隣に住んでいる。遊びもスポーツも勉強もオールマイティにこなし、美形で学園きっての遊び人。
彼と関係を持った女子は軽く三桁を超える。女を食い物にし、悦に入るような事はなく、むしろ女性を嫌悪している節があり、樹も内心で指摘している。そのため恋愛感情の機微は理解しておらず、本人に悪気はないものの自分に好意を寄せる相手に対して、優しさや気遣いといった類が絶望的なまでに欠け、良く言えば自然体、悪く言えば無神経な性格。
しかし、樹に対してだけは優しさを見せており、他の女子が嫉妬する程彼の事を気にかけている。

## スタッフ
- 企画原案：正田崇
- シナリオ：中島聖・黒田百年・伊藤ヒロ
- 原画：泉まひる
- 音楽：幡手康隆 (T's MUSIC)
- ボーカル：榊原ゆい

## 主題歌
オープング
Imitation
作詞・作曲・歌：榊原ゆい / 編曲：幡手康隆
エンディング
feel
作詞・作曲・歌：榊原ゆい / 編曲：幡手康隆
なお、アダルトゲームの主題歌としては珍しく、PVが制作されている。